# La otra orilla (Colección)
La otra orilla es una colección de títulos de narrativa de ficción que pertenece al Grupo Editorial Norma de América Latina. Iniciada en el 2005, cuenta con más de 60 novelas escritas por autores de reconocimiento internacional como Ben Okri, Mathias Enard, Guillermo Arriaga, Georges Moustaki, Yasunari Kawabata, Rubem Fonseca, William Styron, Luisa Valenzuela, Władysław Reymont, William Ospina, Ruy Cámara, y Ariel Magnus, entre muchos otros.
La Otra Orilla nació como una colección de la editorial Belacqva, aunque pronto se convirtió en un sello editorial independiente. Tiene además dos colecciones inauguradas durante el 2006; La Orilla Negra, dedicada a la novela negra, y Paraules, que recoge narrativa escrita y/o traducida en catalán.  
website oficial: edicioneslaotraorilla.es